# Brestov nad Laborcom
Brestov nad Laborcom (rusiń. Берестів над Лабірцьом, Berestiw nad Łabirciom) – wieś (obec) na Słowacji, w kraju preszowskim, w powiecie Medzilaborce. Miejscowość położona jest w historycznym kraju Zemplin. Wieś lokowana w roku 1434.